# Češnjica, Ljubljana
Češnjica este o localitate din comuna Ljubljana, Slovenia, cu o populație de 104 locuitori.